# Апостольская префектура Суйсяня
Апостольский префектура Суйсяня (лат. Apostolica Praefectura Suihsienensis) — апостольская префектура Римско-Католической церкви с центром в городе Суйчжоу, Китай. Апостольская префектура Суйсяня распространяет свою юрисдикцию на часть провинции Хубэй. Апостольская префектура Суйсяня подчиняется непосредственно Святому Престолу.

## История
17 июня 1937 года Римский папа Пий XI издал буллу Quo christiani, которой учредил апостольскую префектуру Суйсяня, выделив её из апостольского викариата Ханкоу (сегодня - Архиепархия Уханя).

## Ординарии апостольской префектуры
- священник Patrick Maurice Connaughton (1937 — 1951);
  - Sede vacante — с 1951 года по настоящее время.

## Источник
- Annuario Pontificio, Libreria Editrice Vaticana, Città del Vaticano, 2003, ISBN 88-209-7422-3
- Булла Quo christiani, AAS 30 (1938), стр. 5  (лат.)